# Chiesa di Sant'Andrea di Quarto Superiore
La chiesa di Sant'Andrea Apostolo è la chiesa parrocchiale di Quarto Superiore, piccola frazione del comune di Bologna amministrativamente rientrante nel quartiere San Donato-San Vitale.

## Storia
Le notizie più antiche riguardanti la parrocchia risalgono alla fine del Trecento, ma l'aspetto attuale è frutto di numerosi interventi successivi, in particolare quello agli inizi del Novecento per opera di Edoardo Collamarini, lo stesso architetto che progettò la chiesa del Sacro Cuore di Gesù. All'interno, sono presenti opere pittoriche del Seicento, in particolare della scuola bolognese e del Guercino.
La chiesa rimane piuttosto isolata nella campagna circostante, a causa della piccolezza del centro abitato di cui è il "fulcro". È dedicata a sant'Andrea Apostolo, come la vicina chiesa di Cadriano, frazione del comune di Granarolo dell'Emilia.